# 플로렌스 엘드리지

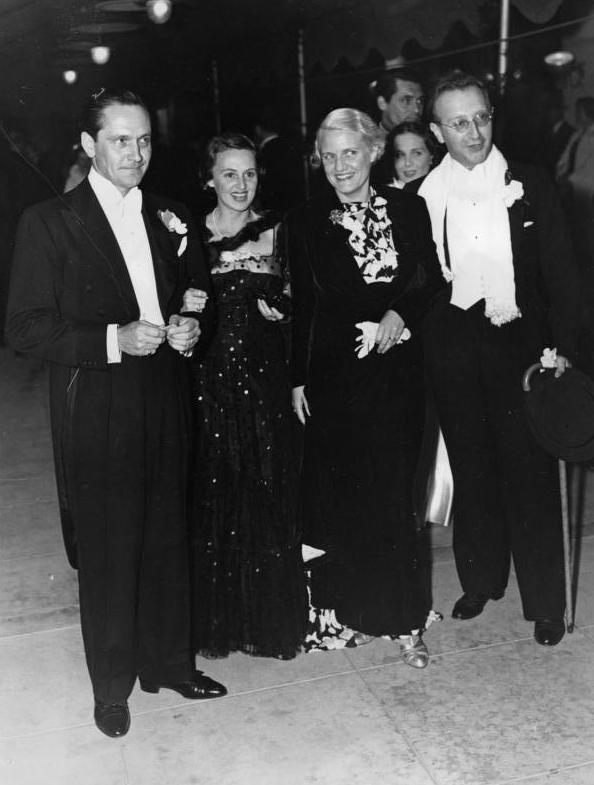

플로렌스 엘드리지(Florence Eldridge, 1901년 9월 5일 ~ 1988년 8월 1일)는 미국의 연극 배우, 영화배우이다.
브루클린에서 태어났으며 롱비치에서 사망하였다. 사인은 심근 경색이다. 코네티컷주에 매장되었다.

## 영화
- 크리스토퍼 콜럼버스 (1949년)
- 메리 오브 스코틀랜드 (1936년)
- 이혼녀 (1930년)